# Trimonoécie
La trimonoécie caractérise les espèces végétales trimonoïques pour lesquelles, sur un même plant, on trouve trois types de fleurs : mâle, femelle et hermaphrodite (bisexué). Ce type de système reproducteur est extrêmement rare. La trimonoécie a été trouvée chez les plantes et les animaux,,.

## Évolution de la Trimonoécie
La Trimonoécie est généralement considérée comme instable du point de vue de l'évolution. Cependant, sa stabilité exacte au cours de l'évolution n'est pas claire et beaucoup pensent qu'il s'agit d'un état transitoire. La Trimonoécie est souvent associée à la transition évolutive de la monoécie à la diécie. D'autres études soutiennent que les populations trimonoéciques proviennent d'ancêtres gonochoristes qui ont été envahis par un hermaphrodite mutant auto-agrippant, créant une population trimonoécique,.

## Exemple
- Atriplex halimus
- Mercuriale annuelle (Mercurialis annua)
- Pachycereus pringlei
- Silène acaule (Silene acaulis)